# Крайнер, Кэти
Кэ́трин Кра́йнер-Фи́ллипс (англ. Katharine Kreiner-Phillips; род. 4 мая 1957, Тимминс) — канадская горнолыжница, специалистка по слалому, гигантскому слалому, скоростному спуску и комбинации. Выступала за сборную Канады по горнолыжному спорту в 1971—1981 годах, чемпионка зимних Олимпийских игр в Инсбруке, чемпионка мира, победительница и призёрка этапов Кубка мира, 12-кратная чемпионка канадского национального первенства. Также известна как спортивный психолог.

## Биография
Кэти Крайнер родилась 4 мая 1957 года в городе Тимминс провинции Онтарио, Канада. Будучи младшим ребёнком из шести детей, начала заниматься горнолыжным спортом уже в раннем детстве — проходила подготовку под руководством своего отца Гарольда Крайнера, который в то время являлся штатным врачом канадской национальной сборной, в частности находился при команде на чемпионате мира в Портильо и на Олимпиаде в Гренобле.
В возрасте тринадцати лет Кэти уже присоединилась к сборной Канады по горнолыжному спорту, а в четырнадцать вошла в основной состав, дебютировала в Кубке мира и благодаря череде удачных выступлений удостоилась права защищать честь страны на зимних Олимпийских играх 1972 года в Саппоро — заняла здесь 14 место в слаломе и 33 место в гигантском слаломе.
В январе 1974 года одержала первую и единственную победу в Кубке мира, выиграв золотую медаль в гигантском слаломе на этапе в немецком Пфронтене. Побывала на чемпионате мира в Санкт-Морице, где стала седьмой в скоростном спуске и пятнадцатой в слаломе.
Наибольшего успеха в своей спортивной карьере добилась в 1976 году, когда выступила на Олимпийских играх в Инсбруке — в скоростном спуске была лишь девятнадцатой, в слаломе не финишировала, но в программе гигантского слалома, выступая первой,никому не дала себя обойти, и завоевала тем самым золотую олимпийскую медаль (также была удостоена титула чемпионки мира, поскольку на этих Играх разыгрывалось и мировое первенство). На тот момент ей было всего 18 лет, и таким образом она стала самой молодой лыжницей в истории, победившей на Олимпийских играх. Кроме того, она стала единственной представительницей Канады на Играх в Инсбруке, выигравшей золото. За это выдающееся достижение как лучшая спортсменка Канады удостоилась Премии Бобби Розенфельд и сразу же была введена в Зал славы канадского спорта.
После триумфального выступления на инсбрукской Олимпиаде Крайнер осталась в основном составе главной горнолыжной команды Канады и продолжила принимать участие в крупнейших международных соревнованиях. Так, в 1978 году она выступала на мировом первенстве в Гармиш-Партенкирхене, где показала четвёртый результат в комбинации и двенадцатый в скоростном спуске. Неизменно входила в десятку сильнейших на этапах Кубка мира, добавив в послужной список ещё несколько серебряных и бронзовых медалей.
Находясь в числе лидеров канадской национальной сборной, благополучно прошла отбор на Олимпийские игры 1980 года в Лейк-Плэсиде — на сей раз попасть в число призёров не смогла, заняла пятнадцатое место в слаломе, девятое место в гигантском слаломе, стала пятой в скоростном спуске и четвёртой в комбинации.
Впоследствии оставалась действующей профессиональной спортсменкой вплоть до 1981 года. В течение своей спортивной карьеры в общей сложности семь раз поднималась на подиум Кубка мира, 46 раз входила в первую десятку (наивысший результат в общем зачёте — десятое место). Является, помимо всего прочего, 12-кратной чемпионкой Канады по горнолыжному спорту.
Получила степень бакалавра наук по физической культуре в Университете Юты и степень магистра в области спортивной психологии в Оттавском университете. Завершив спортивную карьеру, работала по специальности — занималась психологической подготовкой молодых спортсменов. В соавторстве с другим спортивным психологом Терри Орликом написала книгу Winning After Winning: The Psychology of Ongoing Excellence. Замужем за канадским лыжником-фристайлистом Дейвом Филлипсом.
Её старшая сестра Лори Крайнер тоже имела определённые успехи в горнолыжном спорте, участвовала в двух Олимпийских играх